# Cerocala caelata
Cerocala caelata là một loài bướm đêm trong họ Erebidae.